# Hespenbusch
Hespenbusch ist ein Gehöft, das zur Gemeinde Großenkneten in der Wildeshauser Geest in Niedersachsen gehört. Heute wird es als Ortsteil Hespenbusch-Pallast der Gemeinde Großenkneten geführt.

## Geschichte
Zu Hespenbusch gehört ein Gräberfeld aus der jüngeren Bronzezeit (um 1200–700 v. Chr.) bis zur Eisenzeit (um 700–0 v. Chr.). Die 52 bis 54 unterschiedlich großen Grabhügel liegen an der Straße „Am Gräberfeld“. Sie sind heute noch gut zu erkennen. Einige haben einen Durchmesser von 10 m.
Hespenbusch war ehemals Standort für kleine Versuchsraketen der Arbeitsgesellschaft DAFRA. Diesbezügliche Versuche werden jedoch seit 1957 in Cuxhaven ausgeführt.